# Aviere (F 583)
La nave Aviere è un'unità missilistica della Marina Militare Italiana della classe Soldati e derivata dalla Classe Lupo inizialmente costruita, insieme ad altre tre unità, per l'Iraq, ma che a causa dell'embargo, dovuto prima alla guerra Iran-Iraq e poi alla prima Guerra del Golfo, non venne mai consegnata agli iracheni. Dopo essere stata sottoposta ad una serie di lavori per essere adeguata agli standard NATO, entrò in servizio nella Marina Militare Italiana nel 1995 venendo classificata pattugliatore di squadra.

## Servizio
La costruzione della nave cui era stato attribuito il nome Dhī Qār e il distintivo ottico F 15 ebbe inizio presso gli stabilimenti C.N.R. di Ancona, (società allora controllata dalla Fincantieri), dove lo scafo venne impostato il 27 luglio 1981 per essere poi trasferito presso gli stabilimenti Fincantieri di Riva Trigoso, dove l'imbarcazione venne successivamente varata il 18 dicembre 1984.
Il nome Dhī Qār rievocava la Giornata di Dhū Qār (in arabo ﻳﻮﻢ ﺫﻱ ﻗﺎﺭ‎?, Yawm Dhī Qār), come viene definita dalla storiografia araba la battaglia di Dhū Qār, uno scontro armato che vide contrapposti nel 611 Arabi preislamici del gruppo tribale dei Banu Bakr ibn Wa'il e loro alleati ai Persiani sasanidi nella località di Dhū Qār, spesso chiamata Dhī Qār, al femminile nell'attuale Iraq.
L'unità dal 18 novembre 2001 ha preso parte all'Operazione Enduring Freedom, operando per 3 mesi nell'oceano indiano effettuando controlli ed ispezioni a mercantili in transito in quell'area e conducendo numerose scorte ad unità navali della coalizione, rientrando a Taranto il 18 marzo 2002.
Nave Aviere è un pattugliatore di squadra classe Soldati, che fa parte della Prima Squadriglia Fregate della Marina Militare. L’unità, da quando ha ricevuto la bandiera di combattimento, è entrata a far parte a pieno titolo della Flotta d’Altura, partecipando a diverse operazioni navali alle quali l’Italia ha fornito il proprio contributo:
Negli anni 2004, 2005, 2008, 2009 e 2010 ha preso parte all'Operazione “Active Endeavour”, operazione militare navale della NATO nel Mediterraneo per prevenire movimenti di terroristi o traffico di armi di distruzione di massa ed in generale per garantire la sicurezza della navigazione nelle principali vie di comunicazione marittime del Mediterraneo.
Nel 2009 ha preso parte all'Operazione “UNIFIL”, sotto egida ONU, per il controllo delle acque territoriali libanesi, che ha ottenuto la rimozione del blocco navale israeliano e ha restituito al Libano la sovranità sulle proprie acque territoriali e la libertà di navigazione.
Nel 2010 ha preso parte all'Operazione “Joint Warrior”, nelle acque antistanti la Scozia Nord-occidentale, quando ls nave è stata integrata nel dispositivo SNMG2.
Nel 2011 e nel 2012 ha preso parte delle edizioni delle esercitazioni "IONIEX", esercitazione bilaterale di cooperazione italo-russa per accrescere l’interoperabilità tra le due marine con la partecipazione di Unità della flotta del Mar Nero della Marina della Federazione Russa.
In ambito nazionale, negli ultimi due anni di servizio ha partecipato alle esercitazioni “MARE APERTO” e “AMPHEX” che hanno visto anche la cooperazione con l’Esercito e l’Aeronautica militare in uno scenario che ricalca le ultime situazioni di crisi scoppiate nel Mediterraneo.
Le unità della Classe Soldati giunte ai limiti operativi sono state messe in disarmo nella sequenza Artigliere, Granatiere, Aviere, Bersagliere. Nave Artigliere è andata in disarmo dal 2013, Nave Granatiere il cui ritiro dal servizio era previsto nel 2014 è stato poi differito al 2015.
Il 24 giugno 2018 l'Aviere, insieme alla fregata Euro e alla corvetta Driade, è partita per l'ultima campagna navale della sua carriera dopo aver presenziato all'Arsenale Militare di La Spezia alla mostra internazionale “Sea Future 2018”, con gli allievi del 2º corso della Scuola navale militare "Francesco Morosini".
Il 2 ottobre 2019, alle ore 18.00, presso la banchina “Lavori” dell’Arsenale militare marittimo di Taranto, l'Aviere, unitamente alla fregata Euro, ha effettuato l'Ultimo ammainabandiera in una cerimonia solenne alla presenza delle autorità militari, civili e religiose. Durante la cerimonia le bandiere di combattimento delle due Unità sono state consegnate al Comandante in Capo della Squadra Navale, Ammiraglio di divisione Donato Marzano e al Capo di stato maggiore della Marina Militare, ammiraglio di squadra Giuseppe Cavo Dragone per l'inoltro a Roma e la custodia nel Sacrario delle Bandiere delle Forze Armate, all’interno dell’Altare della Patria.

## Nome
Questa è la terza unità a portare il nome Aviere. La prima unità a portare questo nome fu un cacciatorpediniere classe Soldati I serie - costruito dai Cantieri OTO di Livorno, varato il 19 settembre 1937 ed entrato in servizio il 31 agosto 1938, che nel corso della seconda guerra mondiale dopo avere effettuato 41 missioni di scorta e 16 di ricerca del nemico affondò il 17 dicembre 1942 silurato dal sommergibile inglese HMS Splendid, mentre insieme alla gemella Camicia Nera scortava la motonave tedesca Ankara sulla tratta Napoli - Biserta. L'Aviere manovrò facendo da scudo alla motonave tedesca e il suo comandante il capitano di vascello Ignazio Castrogiovanni che durante l'affondamento cedette il suo posto sulla zattera di salvataggio ad un marinaio, inabissandosi con l'unità venne decorato di medaglia d'oro al valor militare alla memoria.
La seconda unità fu l'ex cacciatorpediniere statunitense USS Nicholson appartenente alla Classe Livermoore. La nave costruita nell'Arsenale di Boston venne varata il 31 maggio 1940, entrando in servizio il 3 giugno 1941. Dopo aver preso parte alla seconda guerra mondiale, operando sia in Atlantico che nel Pacifico ed essere collocata in riserva il 26 febbraio 1946, l'unità venne ceduta all'Italia e consegnata alla Marina Militare Italiana il 15 gennaio 1951 venne ribattezzata Aviere contraddistinta con il distintivo ottico AV e successivamente all'entrata dell'Italia nella NATO dal distintivo ottico D 554. Nella Marina Militare Italiana la nave effettuò attività di squadra fino al 1970, quando con la messa in disarmo dello Artigliere venne utilizzata come "Nave Esperienza" per la sperimentazione di sistemi attualmente in uso a bordo di numerose unità navali italiane ed estere, sostituendo in tale compito il  Carabiniere, ruolo di Nave Esperienza successivamente espletato nella Marina Militare Italiana da un'altra Nave Carabiniere. L'Aviere fu radiato il 1º settembre 1975.

### Immagini dei precedenti Aviere

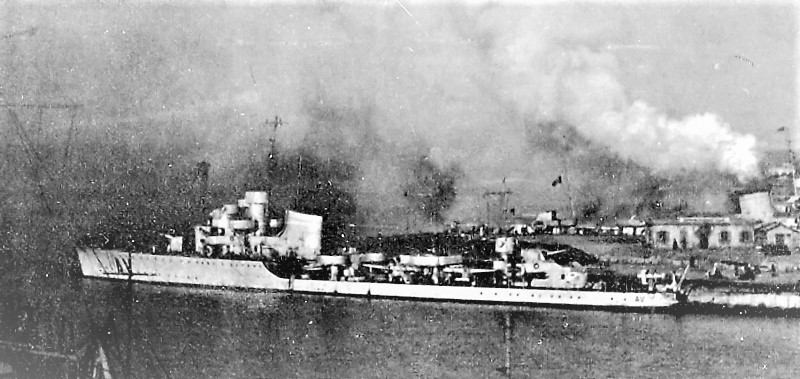
Il primo Aviere a Messina nel gennaio del 1941 durante le prove di annebbiamento.
Il precedente Aviere dopo la cessione della nave all'Italia
Il cacciatorpediniere Aviere dopo l'ingresso dell'Italia nella NATO